# Evan Williams (labdarúgó)
Evan Williams (Dumbarton, 1943. július 15. – 2025. február 20.) skót labdarúgó, kapus, edző.

## Pályafutása

### Játékosként
1963–64-ben az East Fife csapatában szerepelt próbajátékosként. 1964 és 1966 között a Third Lanark, 1966 és 1969 között az angol Wolverhampton Wanderers kapusa volt. 1969-ben kölcsönben az Aston Villa játékosa volt. 1969 és 1974 között a Celtic labdarúgója volt, ahol öt skót bajnoki címet és három kupagyőzelmet ért el. Tagja volt az 1969–70-es BEK-döntős együttesnek. 1974–75-ben a Clyde, 1975–76-ban a Straenraer játékosa volt.

### Edzőként
A Vale of Leven csapatánál kezdte edzői pályafutását. 2001 és 2003 között az Ardeer Thistle vezetőedzőjeként dolgozott.

## Sikerei, díjai
Celtic
- Skót bajnokság
  - bajnok (5): 1969–70, 1970–71, 1971–72, 1972–73, 1973–74
- Skót kupa
  - győztes (3): 1971, 1972, 1974
- Skót ligakupa
  - győztes: 1969–70
- Bajnokcsapatok Európa-kupája (BEK)
  - döntős: 1969–70